# Toon Vlerick
Toon Vlerick is een Gentse muzikant. Hij is gitarist bij de Belgische band Absynthe Minded. Sinds 2016 speelt hij in deze indierockband. Hij is ook actief als soloartiest. In zijn soloshow speelt hij voornamelijk blues gemengd met psychedelische klanken. Hij werkt mee aan verschillende projecten bij Gentse muzikanten. Je kan hem veel vinden in de gekende blues & roots club, Missy Sippy.

## Biografie
Toon Vlerick begon als jazzgitarist en leidde voornamelijk zijn eigen trio. Hij heeft door heel Europa getoerd met The Mighty Gators, dat is de bluesband van Guy Verlinde.
Hij werkte in 2017 samen met Bardthesque (eerste letterzetter/stadsdichter van Kortrijk) en schreef het nummer BROERE voor Zaradi Tebe. In 2018 werden ze samen tweede op het Vlaams kampioenschap voor straatmuzikanten.

## Bar Mirwaar
Toon Vlerick heeft zijn eigen café in de Burgstraat te Gent, Bar Mirwaar, welke opende op 16 januari 2020. Door de coronapandemie kende zijn project een moeilijke start. Na enkele weken moest hij alweer sluiten. Zijn doel was genoeg personeel opleiden die het café kunnen runnen terwijl hij optredens geeft. Hij wou hiermee ook de leegtes vullen die hij voelde na de roes van optredens. Op deze manier heeft hij altijd mensen rondom hem waar hij enorm van geniet. Hij hoopte hier een klein cultureel centrum rond muziek van te maken. Hij raakte in de horeca door barman te zijn in café Den Turk, dat gesitueerd is vlak bij het Stadhuis van Gent.

## Absynthe Minded
Hij begon als gitarist bij Absynthe Minded in 2016. Sindsdien heeft hij al aan drie studio-albums meegewerkt:
- Jungle Eyes, 2017
- Riddle of the sphinx, 2020
- saved along the way, 2021